# SS Viking

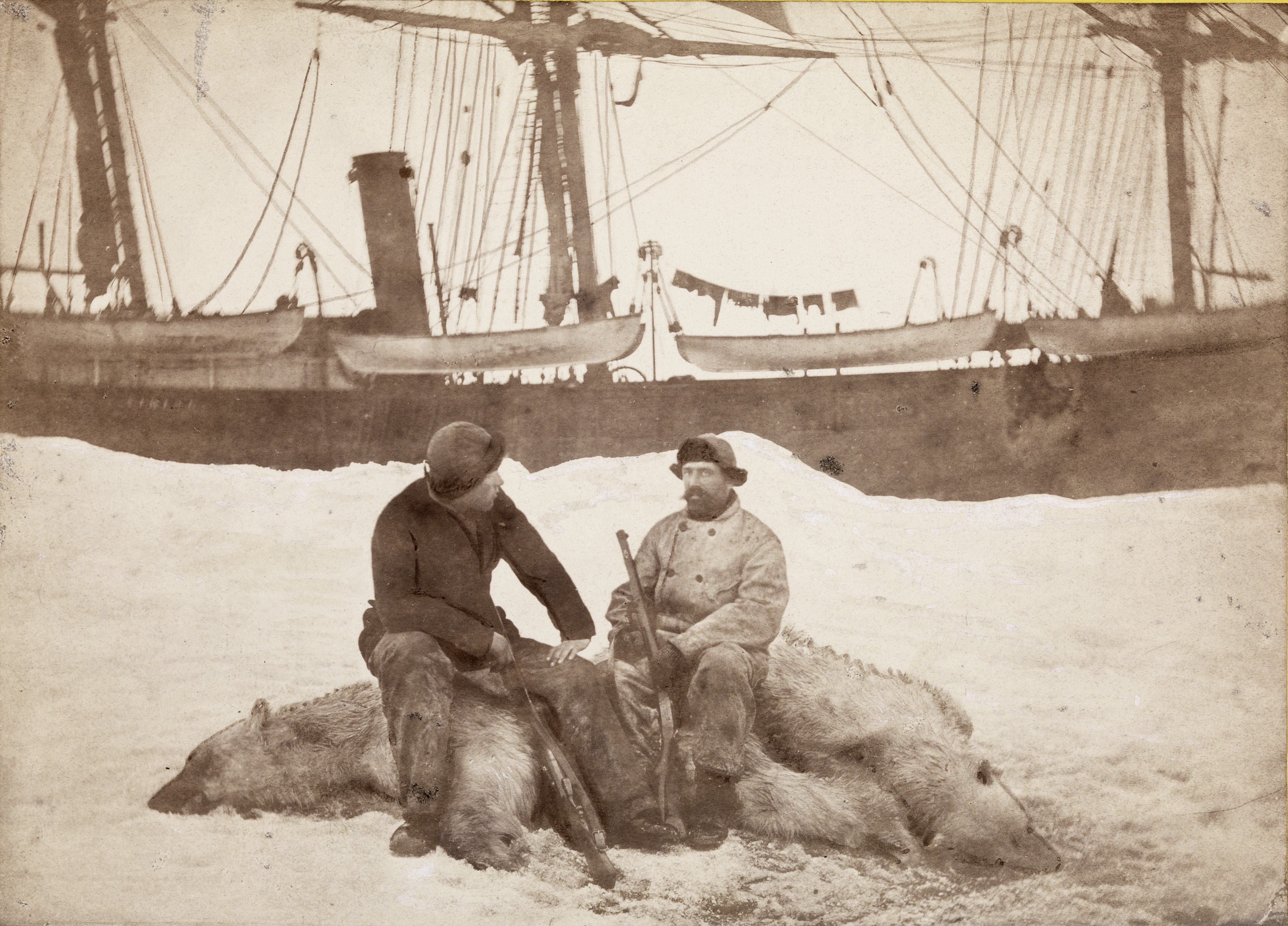
Fridtjof Nansen (esquerda) e Capitão Axel Krefting, sentados em um urso polar recém morto, o navio Viking pode ser visto ao fundo.

O SS Viking foi um navio utilizado pelo produtor de cinema Varick Frissel na realização do filme The Viking de 1931. Durante a filmagem de cenas extras para a película, ele explodiu, tirando a vida de Frissel e 26 outros membros da tripulação.
O Viking foi um navio baleeiro de casco de madeira construído por Nylands em Christiania, Noruega, em 1881, mesmo local onde outro famoso navio, o SS Southern Cross, foi construído. O Viking era uma embarcação de 620 toneladas brutas e equipado com uma potência 67 kW do motor auxiliar. O Viking foi lançado em 1882 no Estaleiro Nylands e passou alguns anos utilizado para a caça de focas ao longo da costa da Groelândia. Em 1882, o Viking foi usado por Fridtjof Nansen para sua primeira expedição no Ártico.